# Elisabetta Torlasco
Elisabetta Torlasco (Rho, 11 settembre 1954) è un'attrice italiana.

## Biografia
Attiva principalmente in ruoli comici, si è diplomata all'Accademia di Filodrammatici di Milano nel 1976. Subito dopo ha debuttato in teatro con spettacoli come Arlecchino, scegli il tuo padrone, Mistero buffo di Dario Fo, La guerra di Carlo Goldoni e in particolar modo Temporale di Strimberg per la regia di Giorgio Strehler, replicato più volte, trasmesso anche da Raiuno e portato in scena anche oltre i confini italiani. Nel 1980 debutta al cinema ottenendo un piccolo ruolo nel film Ho fatto splash di Maurizio Nichetti.
Nel 1983 è avvenuto il suo debutto televisivo, con la partecipazione a M'ama non m'ama su Retequattro e la conduzione, su Telealto Milanese, di Spettacolo di, diretta da Gianfranco Funari, a cui seguono nel 1984 altre apparizioni in Grand Hotel (Canale 5) e Sponsor City (Retequattro). Nello stesso periodo è protagonista del film per la televisione Il coraggio, andato in onda su Rai 1, e ha lavorato nelle reti radiofoniche dell'azienda pubblica per la realizzazione di alcune commedie radiofoniche.
Dal 1985 collabora con Fosco Gasperi, per il quale recita nel film Kildren e nella serie televisiva per Italia 1 Don Tonino; dallo stesso periodo comincia una collaborazione duratura con le produzioni RTI e in generale per le sitcom prodotte per le reti Mediaset: ha dato la voce al personaggio di Gramiglia la strega maligna per il contenitore di cartoni animati Bim Bum Bam e ha recitato nella fiction Fatto da me. Nello stesso periodo ha avviato anche la carriera come cabarettista col gruppo "Rise Miranda" nel locale milanese Zelig, che successivamente ha dato il titolo all'omonima trasmissione televisiva.
Negli anni novanta ha recitato nelle sitcom di Mediaset Le fatiche di Ercole, Bat Roberto, Casa Vianello, Perry Nason, Nonno Felice e Due per tre. Nello stesso decennio ha partecipato ad alcuni cortometraggi: Sharan e  Puzzle. Nel decennio successivo ha continuato a lavorare nelle fiction per Mediaset come Vivere, Finalmente soli, CentoVetrine, Il mammo, O la va o la spacca. Ha continuato a lavorare nel mondo del teatro.

## Filmografia

### Attrice

#### Cinema
- Ho fatto splash, regia di Maurizio Nichetti (1980)
- Kildren, regia di Fosco Gasperi (1986)
- Sharan, regia di Gabriele Salvatores - cortometraggio (1995)
- Puzzle, regia di M. De Lucia - cortometraggio (1997)
- La cura del gorilla, regia di Carlo Arturo Sigon (2005)
- Game Therapy, regia di Ryan Travis (2015)
- Amo la tempesta, regia di Maurizio Losi (2016)

#### Televisione
- Il coraggio, regia di Morini - film TV (1985)
- Don Tonino, regia di Fosco Gasperi - serie TV (1988-1989)
- Fatto da me - serie TV (1989)
- Le fatiche di Ercole - serie TV (1991)
- Bat Roberto - serie TV (1991)
- Perry Nason - serie TV (1991)
- Nonno Felice, regia di Giancarlo Nicotra - serie TV (1992-1995)
- Casa Vianello - serie TV (1991-1995)
- Zanna Bianca - serie TV (1995)
- Due per tre - serie TV (1997-1999)
- Vivere - serie TV (1999-2000)
- Finalmente soli - serie TV (2001)
- CentoVetrine - serie TV, 2 episodi (2002-2003)
- Casa Vianello - serie TV, 1 episodio (2002)
- Benedetti dal Signore - serie TV (2004)
- Il mammo - serie TV (2004)
- O la va o la spacca - serie TV (2004)
- Un ciclone in famiglia 2, regia di Carlo Vanzina - serie TV (2005)
- Un ciclone in famiglia 3, regia di Carlo Vanzina - serie TV (2007)
- Life Bites - Pillole di vita - serie TV (2007-2011)

## Teatro
- Arlecchino, scegli il tuo padrone, regia di A. Corso (1977-1978)
- Mistero buffo, regia di A. Corso (1977-1978)
- Sacco a pelo, regia di A. Corso (1977-1978)
- La guerra, regia di Sergio Liberovici (1978-1979)
- El nost Milan, regia di Giorgio Strehler (1978-1979)
- Temporale, regia di Giorgio Strehler (1980-1985)
- Plays, regia di Luciano Mastellari (1989-1990)
- Percorsi, regia di Luciano Mastellari (1991-1995)
- Il paese dei Campanelli (1996-1997)
- Antosha, regia di Loredana Butti (1997)
- Le fate assette, regia di Tiziana Bergamaschi (2006)
- I denti, regia di Tiziana Bergamaschi (2007)
- Bintou, regia di Tiziana Bergamaschi (2007)
- Frecce dell'angelo dell'oblio, regia di Tiziana Bergamaschi (2008)
- Aurora del collata, regia di Tiziana Bergamaschi (2008)
- Taglich brot, regia di Tiziana Bergamaschi (2009)
- Una volpe sbrana dei conigli, regia di Tiziana Bergamaschi (2009)
- Portami in un posto carino, regia di Manuel Renga (2014)
- Parassiti Fotonici, regia di Bruno Fornasari (2016) Collaborators di Hodge, regia Bruno Fornasari (2017)

## Televisione
- M'ama non m'ama Show (Rete 4, 1983)
- Spettacolo di (Telealto Milanese, 1983)
- Sponsor City (Rete 4, 1984)
- Grand Hotel (Canale 5, 1985)